# Michèle Torr
Michèle Torr (Pertús, 7 de abril de 1947) es una cantante francesa.
Pasó su infancia en Courthézon y desde muy pequeña quiso ser cantante. Su madre la apoyó y la presentó a diversos concursos obteniendo mucho éxito.
En 1963 viajó a París y firmó un contrato con la discográfica Mercury. En 1964 lanzó su primer disco C´est dur d´avois 16 ans y empezó a ser muy famosa en Francia. A finales de 1965 su madre falleció en un accidente de tráfico y cayó en una depresión. Tuvo que hacerse cargo de su hermana Briggitte de 9 años.
En 1969 participa en la Olimpíada de la Canción de Atenas, en representación de Francia. 
En 1970 representó a Mónaco en el Festival Internacional da Canção con "Rire ou Pleurer".
En 1971 participó en el Festival Yamaha Music representando a Francia con la canción "Enfants D'aujourd'hui, Hommes De Demain".
En 1972 firmó un nuevo contrato con la productora AZ. Con esta discográfica se hizo muy famosa por éxitos como Une vague bleue (1974) o Je m´apelle Michéle (1976). Participó dos veces en el Festival de Eurovisión, en 1966 representando a Luxemburgo con el tema "Ce soir, je t'attendais", y en 1977 representando a Mónaco con "Une petite française".

## Discografía
- 1964: Dans mes bras oublie ta peine
- 1965: Dis- moi maintenant
- 1966: Ce soir, je t'attendais
- 1970: Tous les oiseaux reviennent
- 1974: Un disque d'amour
- 1976: Je m'appelle Michèle
- 1976: Jezebel
- 1977: Une petite française
- 1977: J'aime
- 1978: Emmène- moi danser ce soir
- 1979: Chanson inédite
- 1980: Lui
- 1981: J'en appelle à la tendresse
- 1982: Olympia 83
- 1983: Midnight Blue en Irlande
- 1983: Adieu
- 1984: Donne-moi la main, donne-moi l'amour
- 1986: Je t'aime encore
- 1986: Qui?
- 1987: Chanson de toujours
- 1987: I remenber you
- 1988: Je t'avais rapporté
- 1989: Argentina
- 1991: Vague-á-l'homme
- 1993: A mi vi
- 1993: Olé Olé
- 1995: À nos beaux jours (country music på fransk)
- 1997: Seule
- 2002: Donner
- 2003: Michèle Torr chante Piaf
- 2006: La louve
- 2008: Ces années-lá.